# Фисенковское сельское поселение
Фисенковское сельское поселение — муниципальное образование в Кантемировском районе Воронежской области.
Административный центр — село Фисенково.

## Административное деление
Состав поселения:
- село Фисенково,
- село Валентиновка,
- хутор Лиман.